# Supercupa României 2006
Supercupa României 2006 a fost a noua ediție a Supercupei, meciul de deschidere al sezonului competițional în Romania. Partida a avut loc în București, pe Stadionul Național, la data de 22 iulie 2006, și le-a opus pe FC Steaua București, campioana sezonului 2005-2006 din Divizia A, și FC Rapid București, câștigătoarea Cupei României, ediția 2005-2006. Trofeul a revenit Stelei, după un gol marcat în final de meci de Daniel Oprița.

## Detaliile meciului
| 22 iulie 2006 21:00 | Steaua București | 1 – 0     | Rapid București | Stadionul Național, București Spectatori: 30.000 Arbitru: Alexandru Tudor (București) |
| 22 iulie 2006 21:00 | Oprița 90'       | (Cronică) |                 | Stadionul Național, București Spectatori: 30.000 Arbitru: Alexandru Tudor (București) |

| Steaua București | Rapid București |

| STEAUA BUCUREȘTI: |    |                    |     |     |
|                   |    |                    |     |     |
| P                 | 13 | Carlos             |     |     |
| F                 | 5  | Daniel Bălan       |     |     |
| F                 | 17 | Eugen Baciu        |     |     |
| F                 | 24 | Sorin Ghionea (c)  | 38' |     |
| F                 | 15 | Mihai Neșu         | 51' |     |
| M                 | 7  | Daniel Oprița      | 91' |     |
| M                 | 14 | Vasilică Cristocea |     |     |
| M                 | 20 | Florin Lovin       |     |     |
| M                 | 28 | Gigel Coman        | 30' | 34' |
| M                 | 30 | Răzvan Ochiroșii   | 5'  | 63' |
| A                 | 9  | Valentin Badea     | 7'  | 90' |
| Rezerve:          |    |                    |     |     |
| P                 | 12 | Cornel Cernea      |     |     |
| F                 | 4  | Bogdan Panait      |     |     |
| F                 | 18 | Petre Marin        |     |     |
| M                 | 10 | Nicolae Dică       |     |     |
| M                 | 16 | Bănel Nicoliță     |     | 63' |
| M                 | 22 | Sorin Paraschiv    |     | 34' |
| A                 | 19 | Victoraș Iacob     |     | 90' |
| Antrenor:         |    |                    |     |     |
| Cosmin Olăroiu    |    |                    |     |     |

| RAPID BUCUREȘTI: |    |                    |     |     |
|                  |    |                    |     |     |
| P                | 32 | Mihai Mincă        |     |     |
| F                | 28 | Nicolae Constantin | 84' |     |
| F                | 14 | Dănuț Perjă (c)    |     |     |
| F                | 19 | Cristian Săpunaru  | 28' |     |
| F                | 9  | Valentin Bădoi     |     |     |
| M                | 18 | Nicolae Grigore    |     | 64' |
| M                | 13 | Emil Dică          |     |     |
| M                | 10 | Artavazd Karamyan  |     | 78' |
| A                | 29 | Mugurel Buga       | 38' |     |
| A                | 20 | Lucian Burdujan    |     |     |
| A                | 11 | Ryan Griffiths     | 38' | 88' |
| Rezerve:         |    |                    |     |     |
| P                | 30 | Andrei Marinescu   |     |     |
| F                | 5  | Ionuț Stancu       |     | 78' |
| M                | 8  | Valentin Negru     |     | 64' |
| M                | 7  | Ciprian Vasilache  |     |     |
| M                | 21 | Ianis Zicu         |     | 88' |
| A                | 16 | Andrei Petrescu    |     |     |
|                  | –– |                    |     |     |
| Antrenor:        |    |                    |     |     |
| Răzvan Lucescu   |    |                    |     |     |

| OFICIALII MECIULUI - Arbitri asistenți: - Cornel Fecioru - Adrian Vidan - Al patrulea arbitru: - Vasile Bratu JUCĂTORUL MECIULUI - Daniel Oprița | REGULILE MECIULUI - 90 de minute. - 30 de minute de prelungiri (două reprize de câte 15 minute) - Lovituri de departajare dacă scorul este egal după prelungiri. - Șapte jucători pe lista rezervelor - Maxim trei înlocuiri. |